# تسعة أيام
تسعة أيام (بالإنجليزية: Nine Days)‏ هو فيلم خيال علمي أمريكي من تأليف وإخراج إيدسون أودا ومن بطولة وينستون ديوك،زازي بيتز،بيندكت وونغ،توني هايل وبيل سكارسغارد.
تم عرض الفيلم لأول مرة في مهرجان صاندانس السينمائي في 27 يناير 2020، ومن المقرر أن يعرض في صالات السينما في 22 يناير 2021.